# Solemya occidentalis
Solemya occidentalis – gatunek mięczaka z podgromady pierwoskrzelnych.
Muszla wielkości około 0,6 cm, kształtu owalnego. Siedliskiem są płytkie wody.
Są rozdzielnopłciowe, bez zaznaczonych różnic płciowych w budowie muszli. Odżywiają się planktonem oraz detrytusem.
Występuje w Ameryce Północnej i Ameryce Środkowej od Florydy po Karaiby.